# Australske Bugt
33°0′S 130°0′Ø / 33.000°S 130.000°Ø
Den australske bugt (engelsk: Great Australian Bight) er bugten som Det indiske Ocean danner ind mod Australiens sydlige kyst. Grænsen mod selve det indiske Ocean trækkes langs en linje fra sydvestspidsen af Australien til sydvestspidsen af Tasmanien, hvor det indiske Ocean møder Stillehavet.
Hvor de kystnære dele af bugten er et sokkelområde med begrænsede dybder, har den mod det indiske Ocean dybder på over 5000 meter.